# Município de Sullivan (condado de Ashland, Ohio)
O município de Sullivan (em inglês: Sullivan Township) é um município localizado no condado de Ashland no estado estadounidense de Ohio. No ano de 2010 tinha uma população de 2.513 habitantes e uma densidade populacional de 37,95 pessoas por km².

## Geografia
O município de Sullivan encontra-se localizado nas coordenadas 41° 01′ 45″ N, 82° 13′ 17″ O. Segundo a Departamento do Censo dos Estados Unidos, o município tem uma superfície total de 66.22 km², da qual 65,82 km² correspondem a terra firme e (0,6 %) 0,4 km² é água.

## Demografia
Segundo o censo de 2010, tinha 2.513 habitantes residindo no município de Sullivan. A densidade populacional era de 37,95 hab./km². Dos 2.513 habitantes, o município de Sullivan estava composto pelo 98,17 % brancos, o 0,32 % eram afroamericanos, o 0,28 % eram amerindios, o 0,12 % eram asiáticos, o 0,04 % eram de outras raças e o 1,07 % eram de uma mistura de raças. Do total da população o 1,27 % eram hispanos ou latinos de qualquer raça.